# EL Гончих Псов
EL Гончих Псов (лат. EL Canum Venaticorum), HD 116608 — двойная затменная переменная звезда типа Алголя (EA) в созвездии Гончих Псов на расстоянии приблизительно 869 световых лет (около 266 парсек) от Солнца. Визуальная звёздная величина звезды — от +9,59m до +9,42m. Орбитальный период — около 0,7956 суток (19,095 часа). Возраст звезды определён как около 11 млн лет.
Является прототипом нового типа переменных звёзд**.
Открыта группой астрономов проекта Hipparcos.

## Характеристики
Первый компонент — белая звезда спектрального класса A0, или A1V, или A3V. Масса — около 1,43 солнечной, радиус — около 1,46 солнечного, светимость — около 8,66 солнечной. Эффективная температура — около 8172 K.
Второй компонент — белый карлик. Масса — около 0,176 солнечной, радиус — около 0,284 солнечного. Эффективная температура — около 11890 K.

## Планетная система
В 2019 году учёными, анализирующими данные проектов Hipparcos и Gaia, у звезды обнаружена планета HIP 65380 b.